# Apomys sacobianus
Apomys sacobianus là một loài động vật có vú trong họ Chuột, bộ Gặm nhấm. Loài này được Johnson mô tả năm 1962.